# Dolmen de l'Aspe
Le dolmen de l'Aspe, appelé aussi dolmen des Bernards, est un dolmen situé à Saint-Cézaire-sur-Siagne, dans le département des Alpes-Maritimes en France.

## Description
Le dolmen est inclus dans un tumulus de 7 m de diamètre. La chambre rectangulaire mesure 2,20 m de longueur sur 1,85 m de largeur est délimitée par trois orthostates. La dalle située côté nord est constituée d'un monolithe dont les dimensions sont totalement disproportionnées par rapport aux autres dalles existantes. Le couloir long de 1,60 m et large de 1,10 m comporte encore une dalle.
Le mobilier archéologique qui y fut découvert a été depuis perdu. Il était attribué au Chalcolithique.